# Hanan Jarrar
Hanan Na'eem Ameen Jarrar (em árabe: حنان نعيم أمين جرار; Jenim, 14 de fevereiro de 1975) é uma política palestina e diplomata. Em 28 de dezembro de 2019, ela foi nomeada Embaixadora do Estado da Palestina na África do Sul pelo presidente palestino Mahmoud Abbas. Em 28 de janeiro de 2020, ela apresentou as suas credenciais ao presidente da África do Sul, Cyril Ramaphosa.